# Ian Page
Ian Page (Londra, 1960) è un cantante e scrittore inglese fondatore insieme a Dave Cairns dei Secret Affair, gruppo mod revival londinese.
Ha inoltre scritto la serie di librogame Oberon, spin-off della saga di Lupo Solitario.

## Discografia

### Album
- Glory Boys - 1979 - I-SPY
- Behind Closed Doors - 1980
- Business as Usual - 1982
- Soho Dreams - 2012

### Raccolte
- Time for Action: The Anthology - 2003 - Castle

### Singoli
- 1979 - Time for Action
- 1979 - Let Your Heart Dance
- 1980 - My World
- 1980 - Sound of Confusion
- 1981 - Do You Know?
- 1982 - Lost in the Night (Mac the Knife?)